# Alternativomkostning
Alternativomkostninger eller offeromkostninger (engelsk: opportunity cost) betegner indenfor økonomisk teori de omkostninger, der er ved en handling, når de tab, der er ved, at handlingen udelukker andre samtidige handlinger, indregnes – når der med andre ord tages højde for handlingens trade-off.
Umiddelbart er de direkte omkostningerne ved at tage en uddannelse for eksempel alle udgifterne til bøger, bolig og mad. I virkeligheden giver det dog ikke meget mening at indregne bolig og mad, da man alligevel har brug for disse ting, uanset om man er under uddannelse eller ej. Derudover mangler den intuitive beregning også at tage højde for den tid den studerende bruger. Konkret gælder det den tabte månedsløn, som den studerende kunne have tjent ved i stedet at være i arbejde. Tidsforbruget er faktisk typisk den største udgift ved at tage en uddannelse.
Offeromkostninger er et begreb der anvendes i mikroøkonomisk teori. Det er værdien af de omkostninger der mistes i en situation hvor man vælger det næstbedste alternativ i forhold til det bedste. Det er tab af et potentiale, når andre valg træffes. Således kan dette også forstås i bredere forstand end kun monetært. Anvendes for eksempel i sundhedsøkonomi i forbindelse med økonomisk evaluering. 
Alternativomkostninger er bl.a. vigtigt i forbindelser med omkostningsfunktioner.